# Starostín
Starostín (německy Neusorge) je malá vesnice, část města Meziměstí v okrese Náchod. Nachází se asi 1,5 km na severozápad od Meziměstí. V roce 2009 zde bylo evidováno 44 adres. V roce 2001 zde trvale žilo 84 obyvatel.
Starostín leží v katastrálním území Meziměstí o výměře 4,46 km2.

## Historie
První písemná zmínka o obci pochází z roku 1620.

## Pamětihodnosti
- Venkovské domy čp. 157 a čp. 169
- Hraniční kámen